# 鬱展開
鬱展開（うつてんかい）とは、フィクションのストーリーにおいて、受け手にとって意外なかたちで導入される悲劇的な展開を指す言葉。
主に広義的意味では「陰鬱な物語展開、鬱になる展開」を指し、作品やジャンルの枠を越えて、登場人物が精神崩壊を起こしたり、仲間同士で傷つけあう、理不尽な最期を遂げる、結果、残虐な場面を強調したグロテスクな描写に陥るなどの暗く、救いのない重苦しい雰囲気が作品全体を占めるストーリー展開を指す。
最近の狭義的な意味では恋愛を題材にしたフィクション作品において、キャラクターが失恋や板挟みなどの状況から受けた精神的外傷によって、鬱状態に陥ったり、発狂して異常な行動を示すようなストーリー展開を指す。
インターネットや雑誌などで広まった俗語のため、明確な定義が定まっていない面もある。